# Hessengau (Naturraum)
Der Hessengau als Landschaft ist eine naturräumliche Einheit innerhalb der westhessischen Senke in Hessen (Deutschland). Er umfasst die Gegend um die nordhessischen Orte Gudensberg, Fritzlar, Wabern, Borken und Homberg.

## Geografische Lage

### Untereinheiten des Hessengaus
Entnommen dem Umweltatlas Hessen:
| Naturräume im Hessengau | Naturräume im Hessengau     | Naturräume im Hessengau | Naturräume im Hessengau |
| Nummer                  | Naturraum                   | Fläche km²              | Topografische Karte     |
| ----------------------- | --------------------------- | ----------------------- | ----------------------- |
| 343.2                   | Hessengau                   |                         |                         |
| 343.20                  | Homberger Bucht             | 42,02                   | TK 25 Nr. 4922          |
| 343.21                  | Waberner Ebene              |                         |                         |
| 343.210                 | Schwalmaue                  | 22,43                   | TK25 Nr. 4921           |
| 343.211                 | Fritzlarer Ederflur         | 48,55                   | TK25 Nr. 4821           |
| 343.22                  | Großenengliser Platte       | 18,38                   | TK25 Nr. 4921           |
| 343.23                  | Fritzlarer Börde            | 96,37                   | TK25 Nr. 4822           |
| 343.24                  | Gudensberger Kuppenschwelle | 29,72                   | TK25 Nr. 4822           |